# Vlag van Grouw

Vlag van Grouw

De vlag van Grouw is het dorpsvlag van het Nederlandse dorp Grouw, in de Friese gemeente Leeuwarden. Bij gemeenteraadsbesluit van 8 december 1985 zijn een wapen en een vlag vastgesteld voor de 18 dorpen van de voormalige gemeente Boarnsterhim. De vlag werd in 1986 geregistreerd.

## Beschrijving
De beschrijving van de vlag is als volgt:
Twee lengtebanen van blauw en geel, verhouding van lengten 2:1; in de blauwe baan boven elkaar twee gele vissen; de bovenste kijkt naar de kant van de vluchtzijde.
De kleuren zijn afkomstig van het dorpswapen.

## Symboliek
- Blauwe baan: verwijst naar de waterrijke omgeving van het dorp.[3]
- Vissen: verwijzen naar de plaatselijke visserij.[4]

## Zie ook

Wapen van Grouw